# 橋詰静子
橋詰 静子（はしづめ しずこ、1944年9月 - 2024年12月6日）は、日本近代文学研究者、目白大学社会学部社会情報学科名誉教授。

## 人物
静岡県生まれ。早稲田大学卒、同大学院修士課程修了、日本女子大学大学院博士後期課程中退。早大非常勤講師、目白大学社会学部社会情報学科教授を歴任。
主として北村透谷を研究しているが、1976年、勝本清一郎編『透谷全集』に疑義を呈した論文が三好行雄の批判を受け、三好と谷沢永一の論争の発端となった。

## 著書
- 『透谷詩考』（国文社 1986）
- 『富士山トポグラフィー 透谷・正秋・康成らの旅』（一藝社 2004）
- 『ヒト・モノ・コトバ 明治からの文化誌』（三弥井書店 2007）